# Lepanthes ophiostele
Lepanthes ophiostele är en orkidéart som beskrevs av Carlyle August Luer. Lepanthes ophiostele ingår i släktet Lepanthes och familjen orkidéer. Inga underarter finns listade i Catalogue of Life.